# Vepřo knedlo zelo

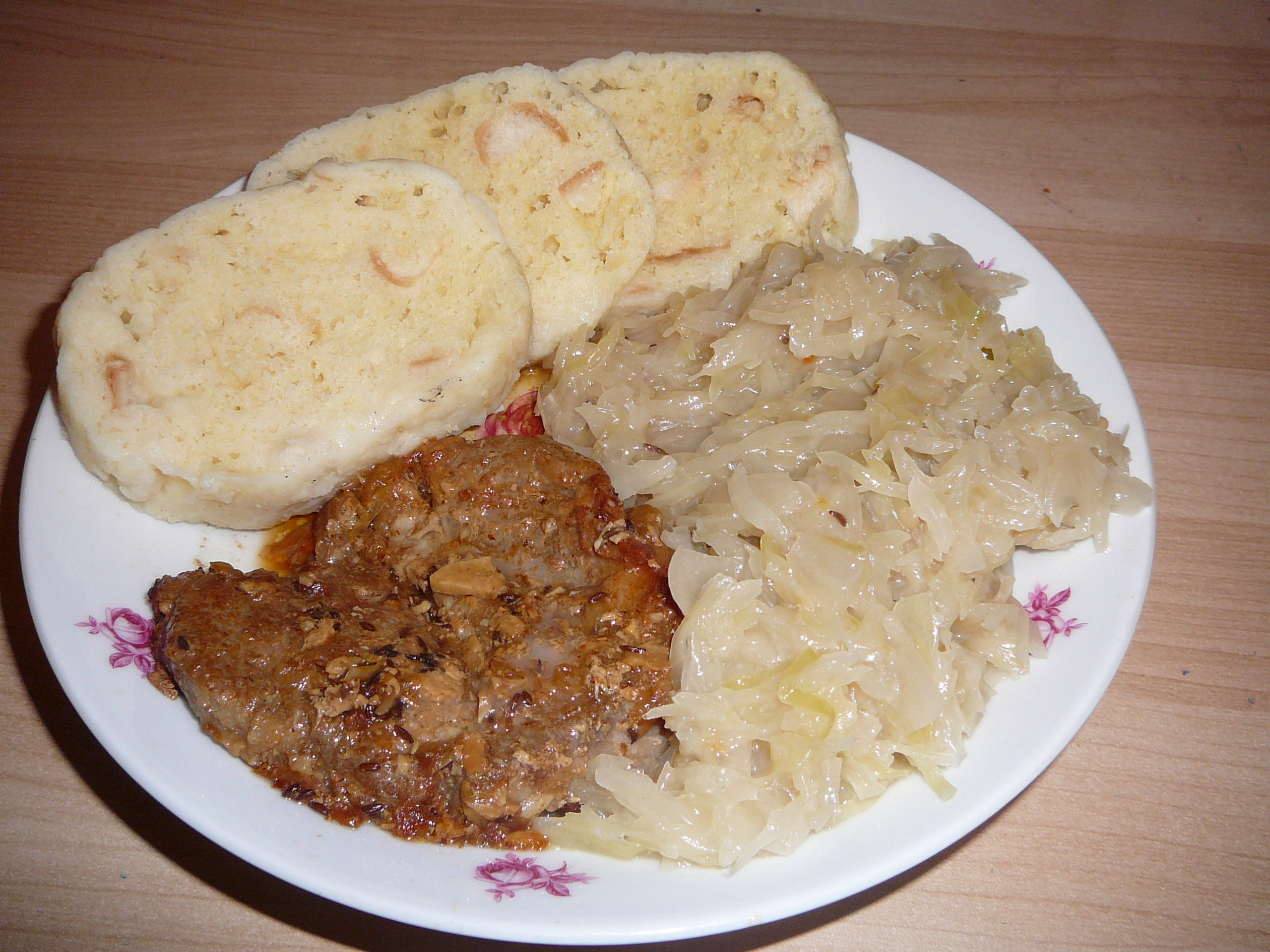
Thịt lợn với bánh mì và dưa cải bắp

Thịt heo hầm với bánh mỳ hấp và dưa cải muối (tiếng Séc: vepřo-knedlo-zelo) được coi là một trong những món ăn phổ biến nhất của Cộng hòa Séc. Dưa cải muối trong món ăn này có hai cách chế biến khác nhau. Nó được chế biến chua hơn tại Bohemia và ngọt hơn tại Moravia. Món nầy được ăn và uống bia.
Thực phẩm tương tự phổ biến tại Áo và Bavaria.